# Glee: The Music, The Rocky Horror Glee Show
Glee: The Music, The Rocky Horror Glee Show es el tercer extended play (EP) del elenco de la serie de televisión Glee, publicado el 19 de octubre de 2010. Contiene las siete canciones del episodio especial de Halloween, «The Rocky Horror Glee Show», estrenado originalmente en Estados Unidos el 26 de octubre de 2010 por la cadena de televisión Fox. En él, el coro del Instituto McKinley recrea la comedia musical de 1973 The Rocky Horror Show, escrita y compuesta por Richard O'Brien. Dante DiLoreto y Brad Falchuk son los productores ejecutivos del EP.

## Antecedentes
El episodio de Glee «The Rocky Horror Glee Show» fue estrenado originalmente el 26 de octubre de 2010 como parte de una serie de episodios temáticos sobre Hallowenn emitidos por Fox . Cuenta con una puesta en escena de The Rocky Horror Show como musical anual de la escuela. Los planes para el episodio fueron revelados en la Convención Internacional de Cómics de San Diego 2010 por el creador de Glee, Ryan Murphy. Jayma Mays, quien interpreta el papel de la consejera Emma Pillsbury, audicionó con «Touch-a, Touch-a, Touch-a, Touch Me» y realizó la canción, con algunos cambios en la letra durante el episodio.
La lista de canciones del EP se anunció en un comunicado de prensa oficial el 28 de septiembre de 2010. Fue lanzado digitalmente y físicamente el 19 de octubre de 2010 en América del Norte.

## Recepción
Andrew Leahey de Allmusic le dio una calificación de 3.5/5 (), llamando al EP «una de las mejores grabaciones en el catálogo de Glee» y un «ordenado álbum, un brillante y bien cantado tributo». Elogió las actuaciones de Naya Rivera, Jayma Mays y John Stamos, pocas veces escuchados en la serie.
Glee: The Music, The Rocky Horror Glee Show debutó en el número seis en el Billboard 200 en la semana del 27 de octubre de 2010, con 48.000 copias vendidas, el menor debut y ventas para el reparto en Estados Unidos. Esto hace que Glee sea la primera serie de televisión que tiene seis o más bandas sonoras en la tabla de posiciones, y marcó la posición más alta jamás alcanzada por un álbum de Rocky Horror Show.

## Lista de canciones
| N.º | Título                                | Escritor(es)    | Artista Original              | Duración |  |
| 1.  | «Science Fiction Double Feature»      | Richard O'Brien | The Rocky Horror Picture Show | 4:39     |  |
| 2.  | «Dammit, Janet»                       | Richard O'Brien | The Rocky Horror Picture Show | 2:43     |  |
| 3.  | «Hot Patootie»                        | Richard O'Brien | The Rocky Horror Picture Show | 3:06     |  |
| 4.  | «Sweet Transvestite»                  | Richard O'Brien | The Rocky Horror Picture Show | 3:07     |  |
| 5.  | «Touch-a, Touch-a, Touch-a, Touch Me» | Richard O'Brien | The Rocky Horror Picture Show | 2:31     |  |
| 6.  | «Over at the Frankenstein Place»      | Richard O'Brien | The Rocky Horror Picture Show | 2:36     |  |
| 7.  | «Time Warp»                           | Richard O'Brien | The Rocky Horror Picture Show | 3:16     |  |

## Lanzamiento
| País           | Fecha lanzamiento (2010) | Formatos (CD, DD) | Ref.          |
| -------------- | ------------------------ | ----------------- | ------------- |
| Canadá         | 19 de octubre            | CD, DD            | [ 12 ] [ 13 ] |
| Alemania       | 19 de octubre            | CD                | [ 14 ]        |
| Irlanda        | 19 de octubre            | DD                | [ 15 ]        |
| Estados Unidos | 19 de octubre            | CD, DD            | [ 8 ] [ 16 ]  |
| Japón          | 26 de octubre            | CD                | [ 17 ]        |
| Australia      | 29 de octubre            | CD, DD            | [ 18 ] [ 19 ] |